# Caneta (Cabañas)
Caneta (en gallego y oficialmente, A Caneta) es una aldea española situado en la parroquia de Eirines, del municipio de Cabañas, en la provincia de La Coruña, Galicia.

## Demografía
| Gráfica de evolución demográfica de A Caneta entre 2000 y 2019 |
|                                                                |
| Datos según el nomenclátor publicado por el INE.               |